# Universitetsstaden i Caracas
Universitetsstaden i Caracas (spanska: Ciudad Universitaria de Caracas) är Venezuelas Centraluniversitets huvudcampus i Caracas. Det designades av venezuelanske arkitekten Carlos Raúl Villanueva och klassas sedan år 2000 som ett världsarv.
Universitetsstaden anses vara ett arkitektoniskt och stadsplaneringsmässigt mästerverk och är det enda universitetscampuset, designat av en enda arkitekt, som har fått ett sådant erkännande av världsarvskommitten.
Campusområdet och universitetsbyggnaderna anses vara Villanuevas mästerverk. Projektet krävde en massiv arbete inom såväl stadsplanering som arkitektoniskt design. Området skapades där gamla Hacienda Ibarra (som ursprungligen tillhörde Simón Bolívars släkt) funnits och anslöt till stadens centrum omkring Plaza Venezuela. President Isaías Medina Angaritas administration köpte Hacienda Ibarra 1942, för att ge universitetet en större plats än Saint Francis Covent, och gav Villanueva en unik möjlighet att tillämpa sin medvetna integration av konst och arkitektur i stor skala. Det omfattande stadskomplexet, omkring 2 km² stort, omfattade totalt 40 byggnader och blev en av de mest framgångsrika tillämpningarna av modern arkitektur i Latinamerika. Villanueva arbetade nära alla konstnärer som bidrog med sina alster och övervakade personligen projektet i 25 år fram till slutet av 1960-talet då hans allt sämre hälsa tvingade honom lämna några byggnader på designstadiet.
Området växte fram under mitten av 1900-talet och är ett exempel på sin tids arkitektur och stadsplanering.
När området blev världsarv år 2000, lyfte världsarvskommittén särskilt fram följande byggnader: Aula Magna med "Moln" av Alexander Calder, den Olympiska stadion och det täckta torget.

## Konstnärer som bidragit till projektet

### Internationella
- Hans Arp
- André Bloc
- Alexander Calder
- Wifredo Lam
- Henri Laurens
- Fernand Léger
- Baltasar Lobo
- Antoine Pevsner
- Sophie Taeuber-Arp
- Victor Vasarely

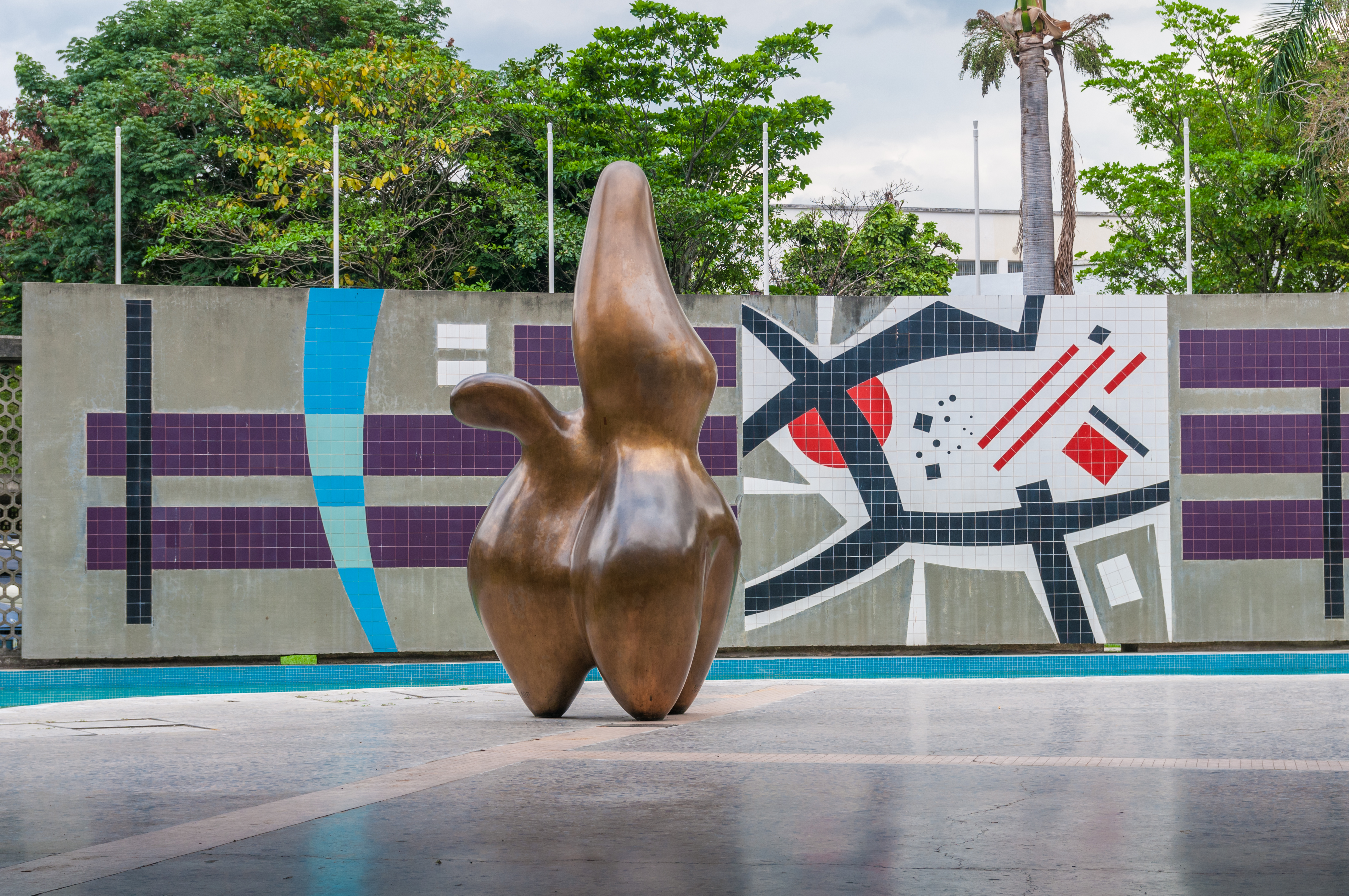
Cloud Shepherd av Hans Arp
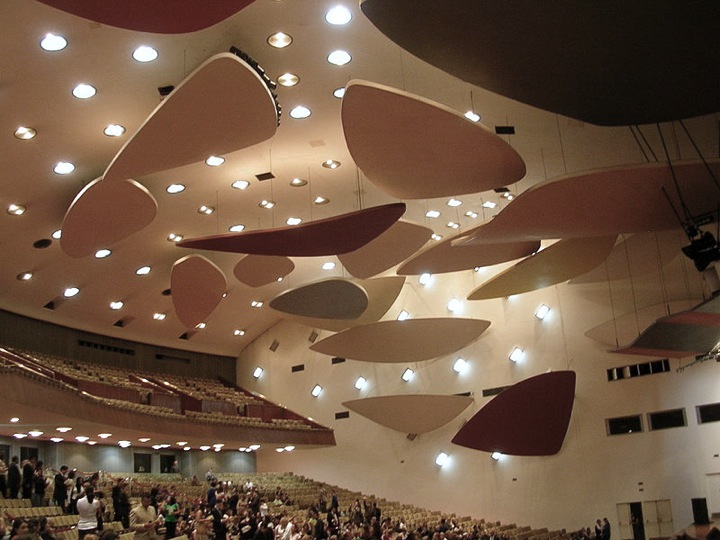
Clouds av Alexander Calder
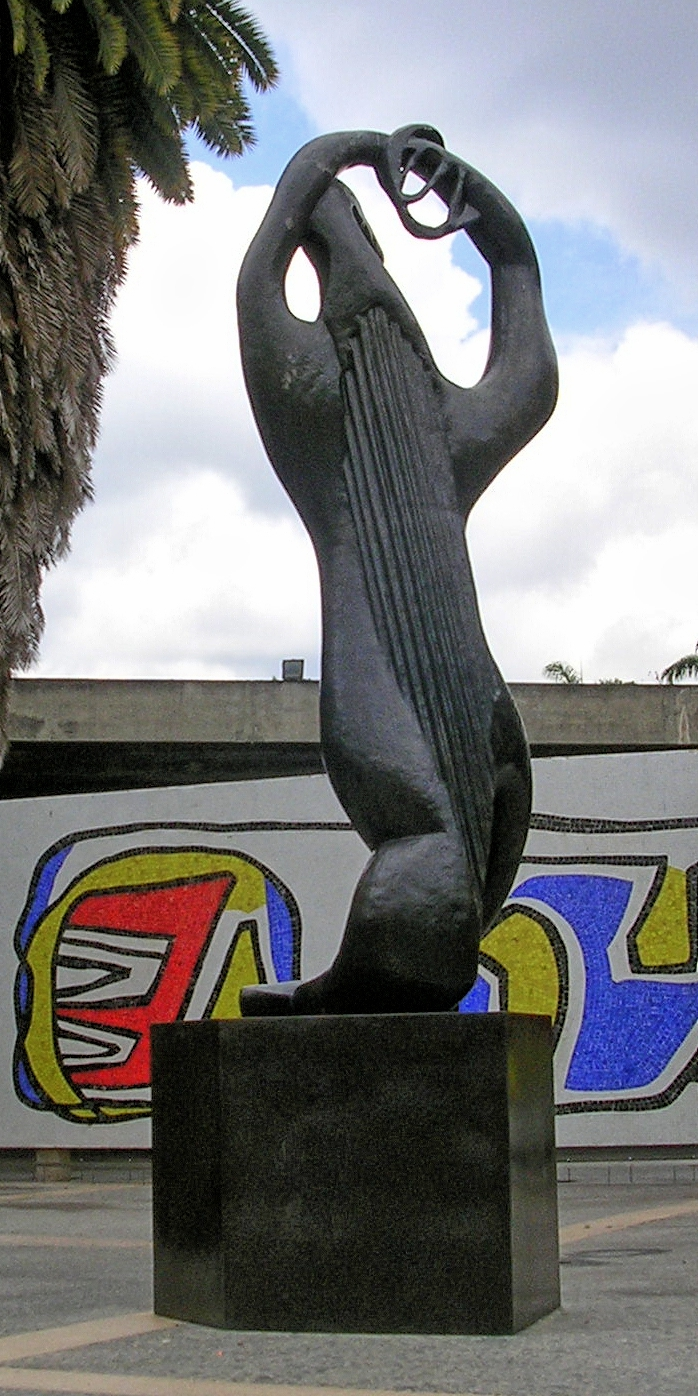
L'Amphion av Henri Laurens
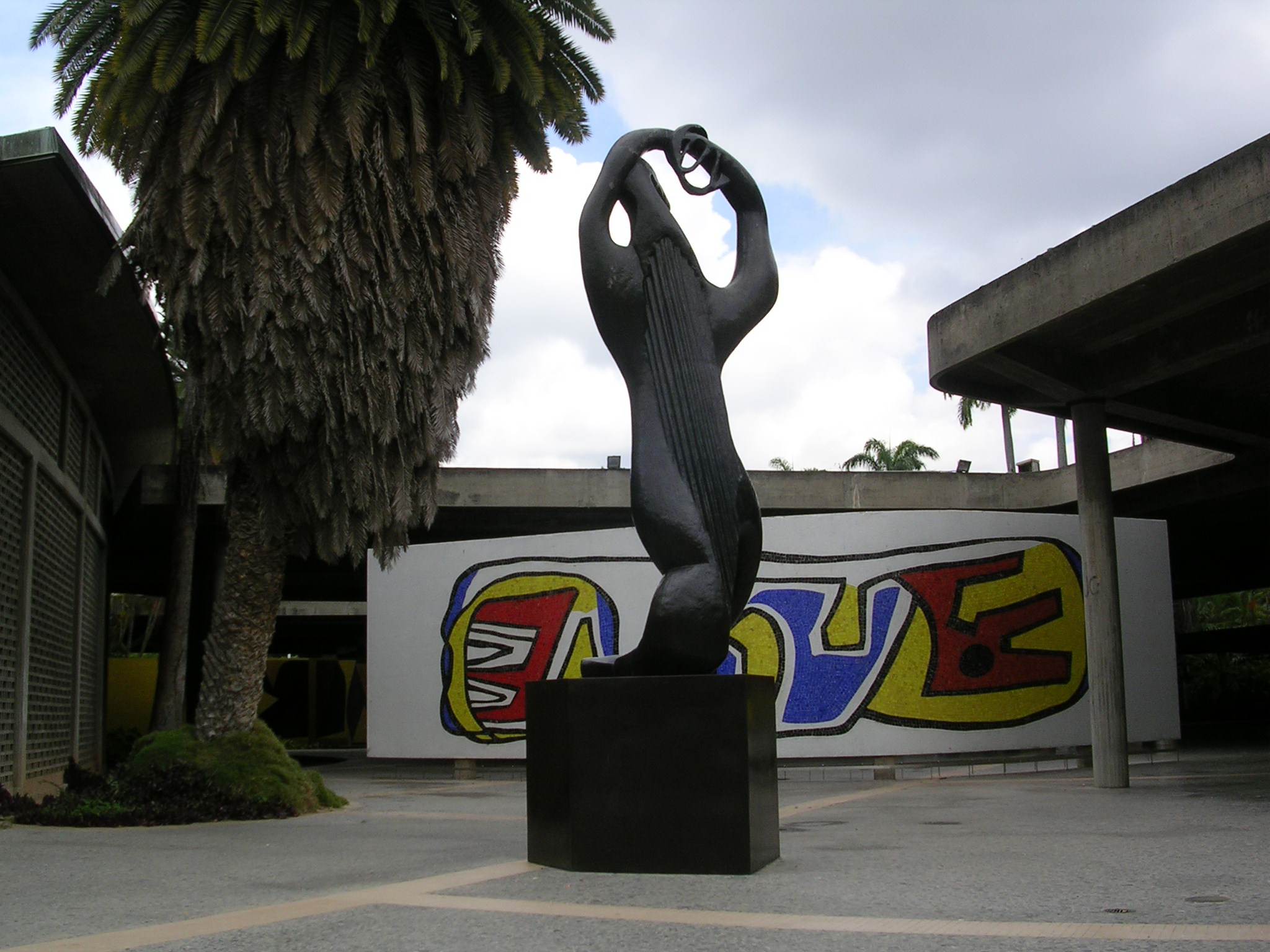
L'Amphion av Henri Laurens
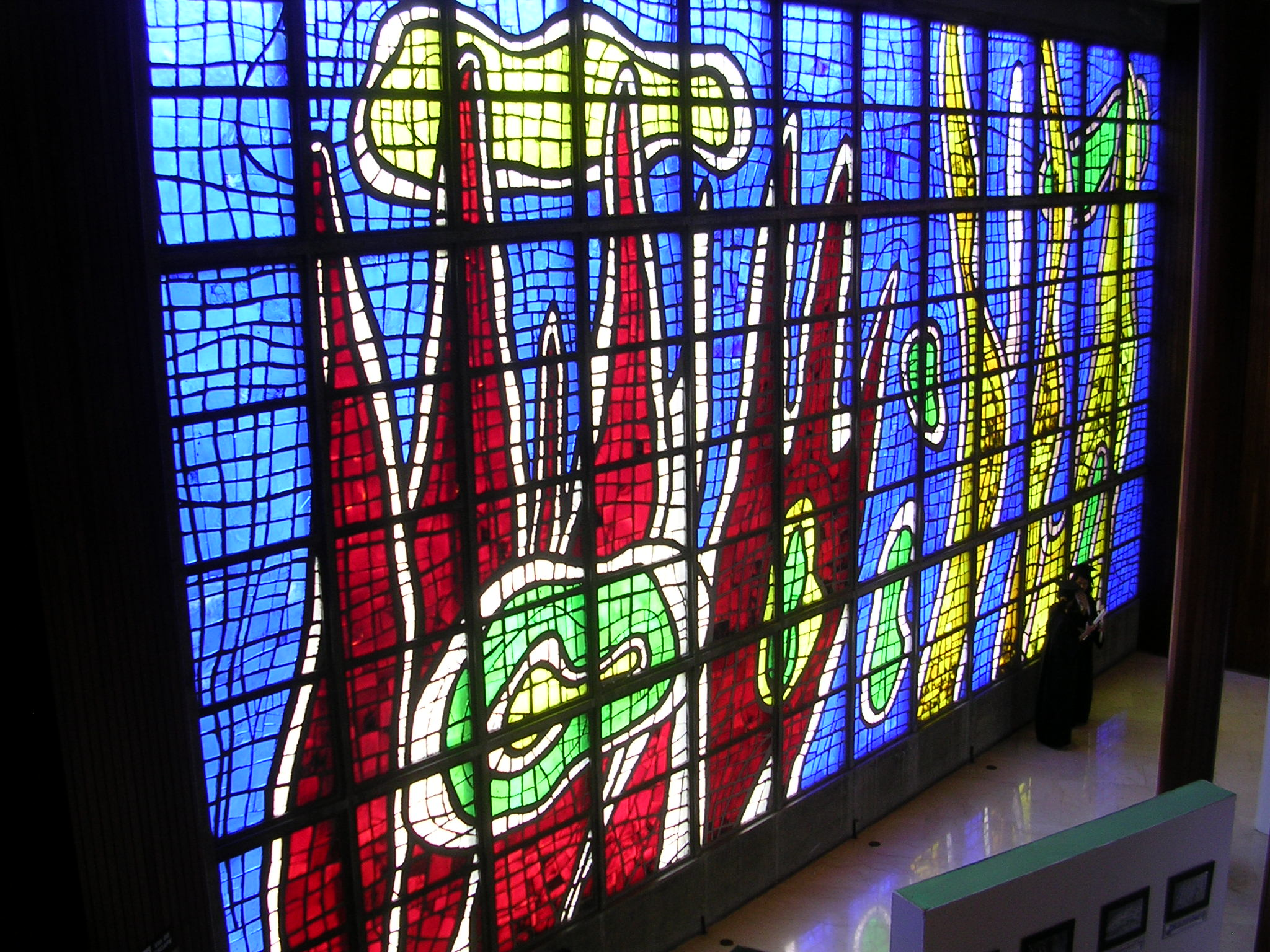
Blyinfattat glasfönster av Fernand Léger
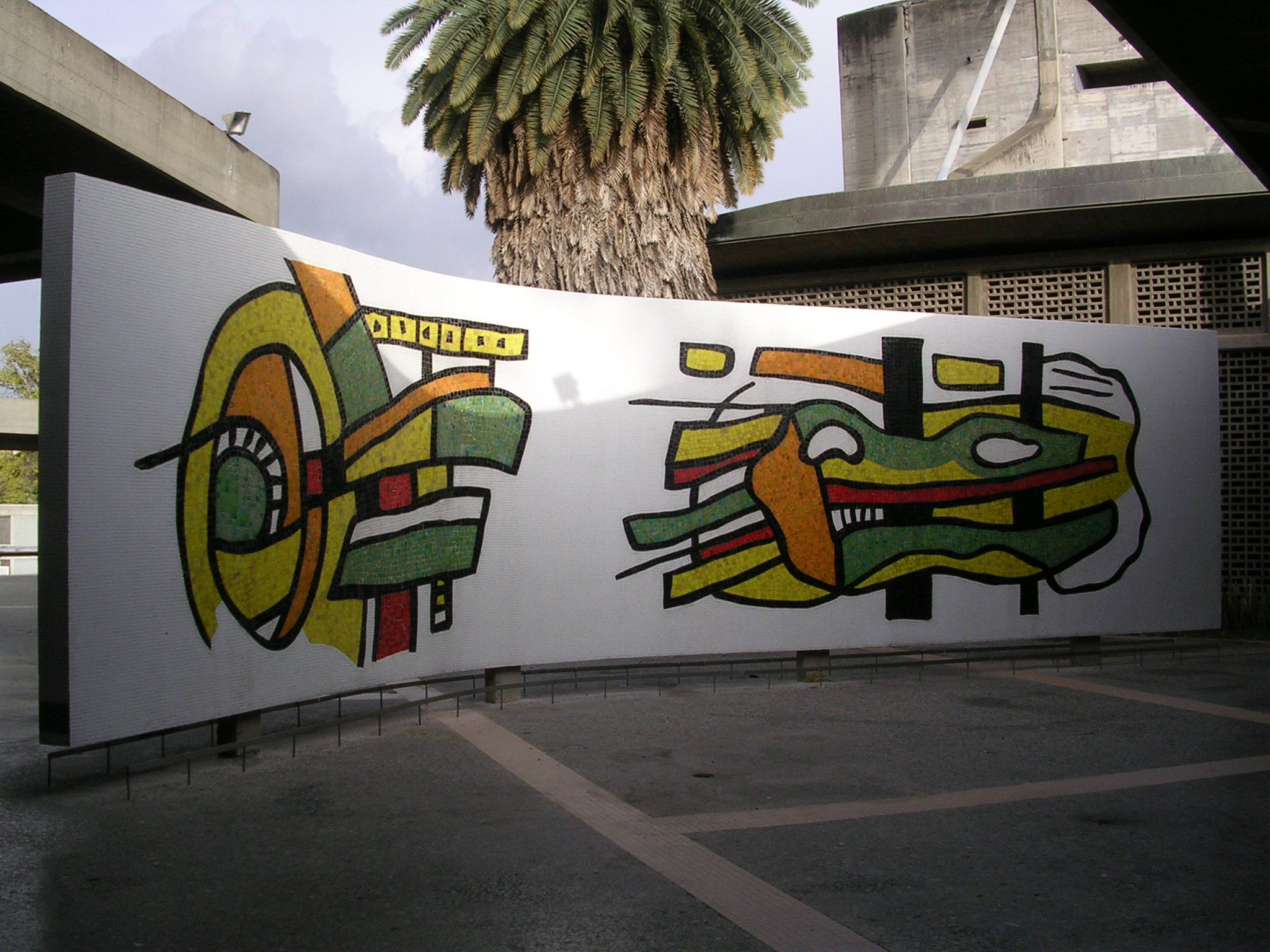
Muralmålning av Fernand Léger
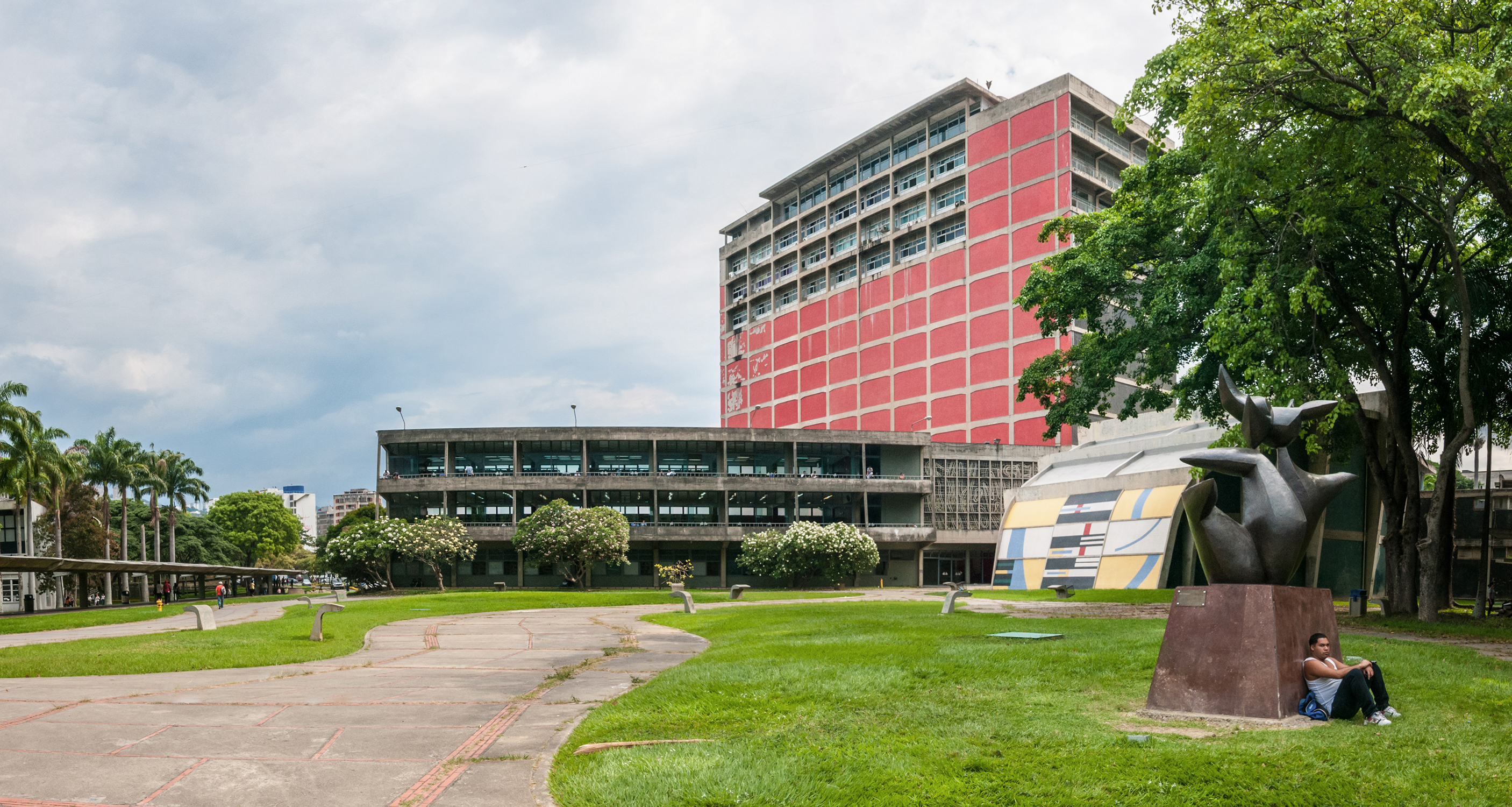
Maternidad av Baltasar Lobo
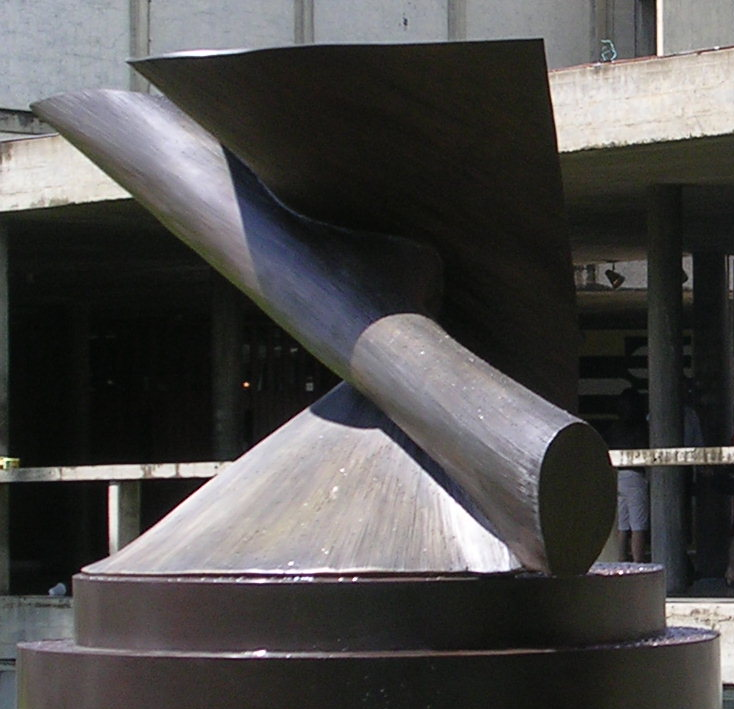
av Antoine Pevsner
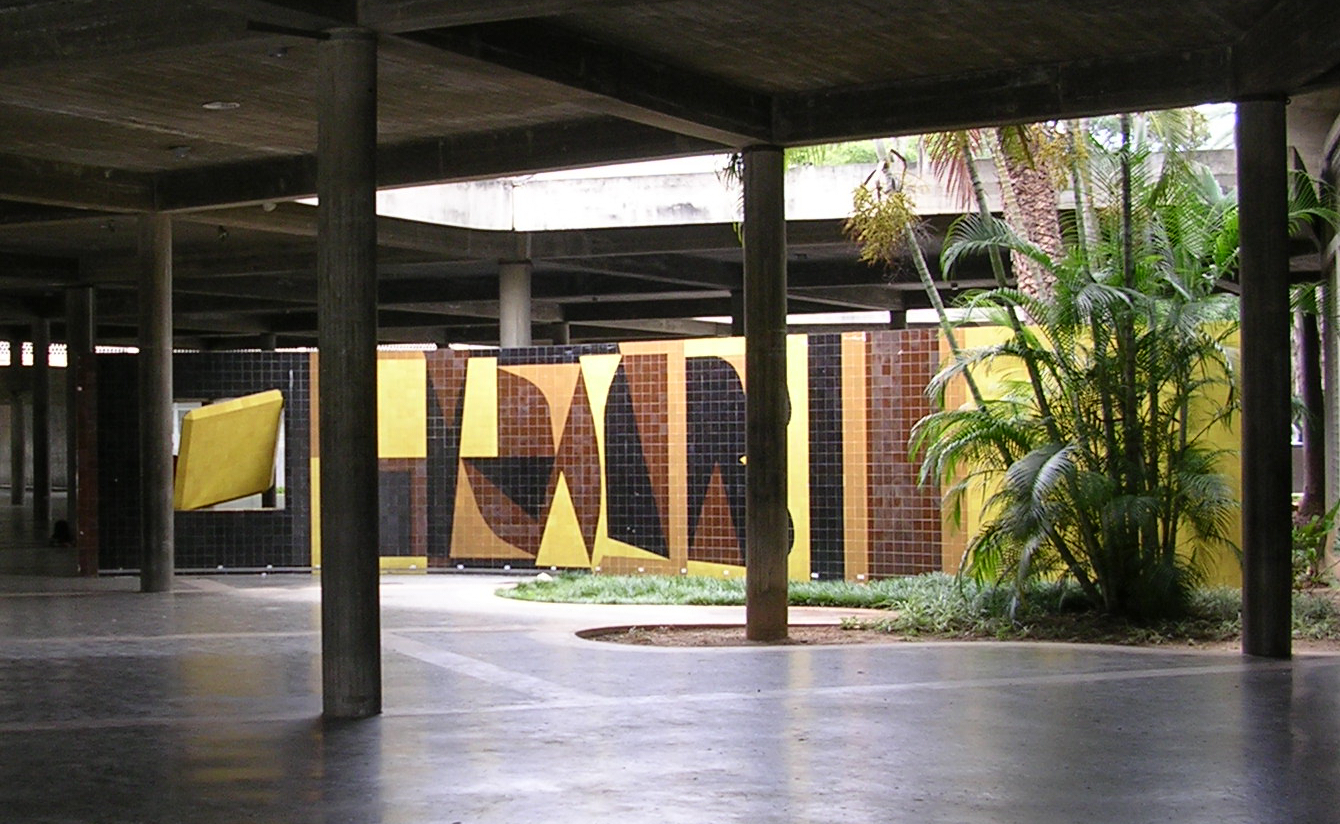
Tribute to Malevich by Victor Vasarely

### Konstnärer från Venezuela
- Miguel Arroyo
- Armando Barrios
- Omar Carreño
- Carlos González Bogen
- Pedro León Castro
- Mateo Manaure
- Francisco Narváez
- Pascual Navarro
- Alirio Oramas
- Alejandro Otero
- Héctor Poleo
- Braulio Salazar
- Jesús-Rafael Soto
- Víctor Valera
- Oswaldo Vigas

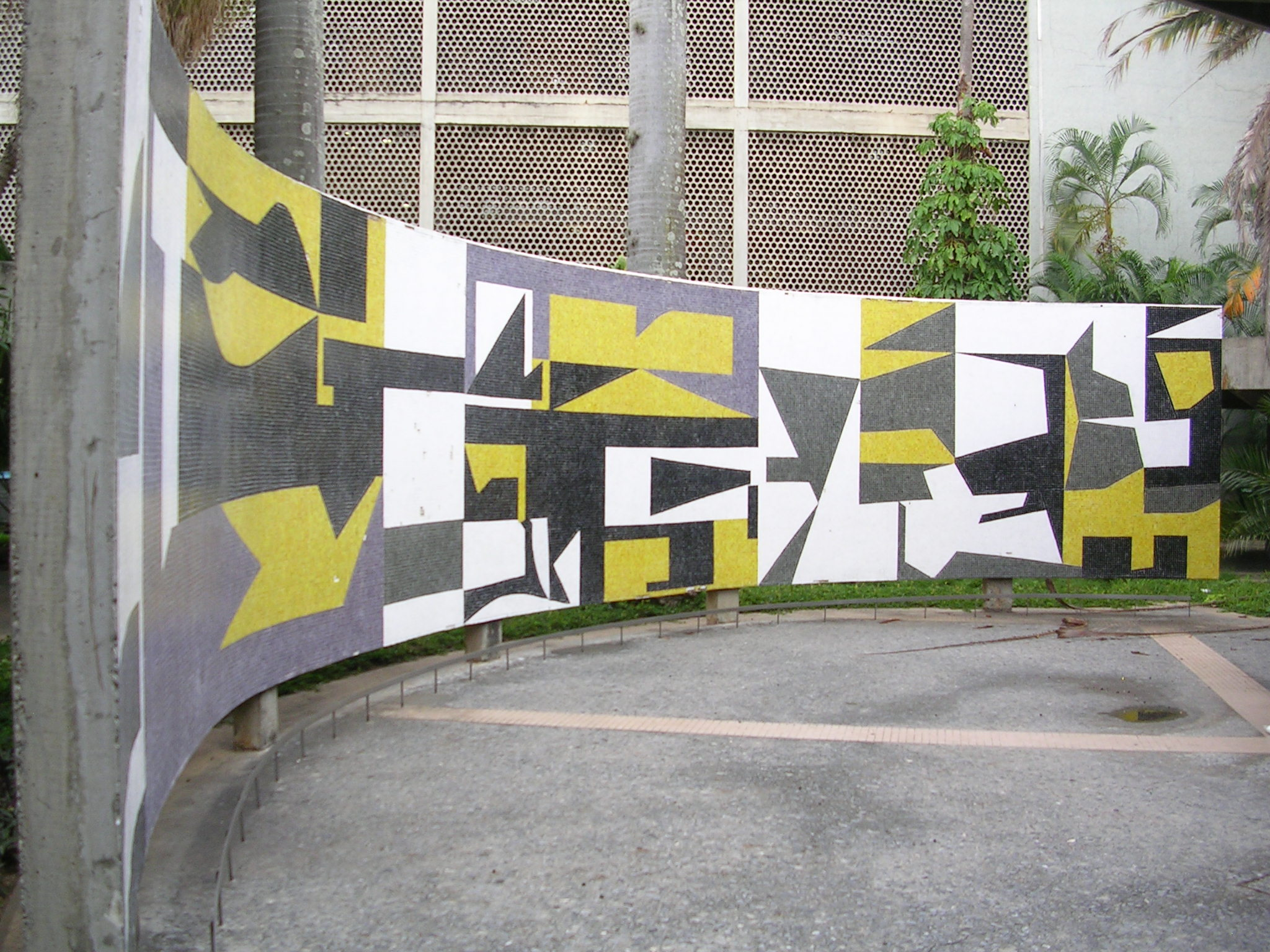
av Pascual Navarro
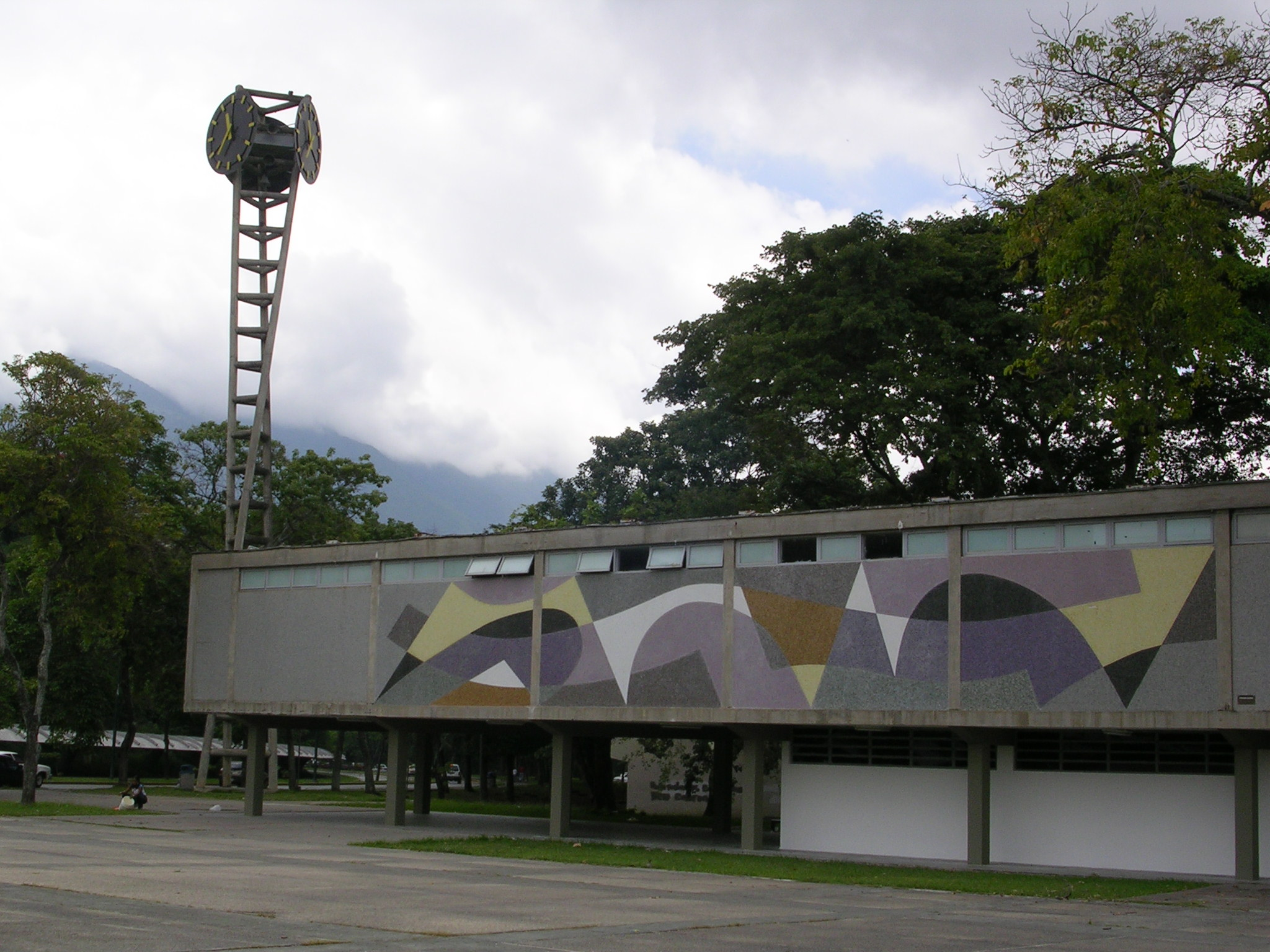
Klocka (designad av Juan Otaola) och muralmålning av Armando Barrios, "Plaza del Rectorado"
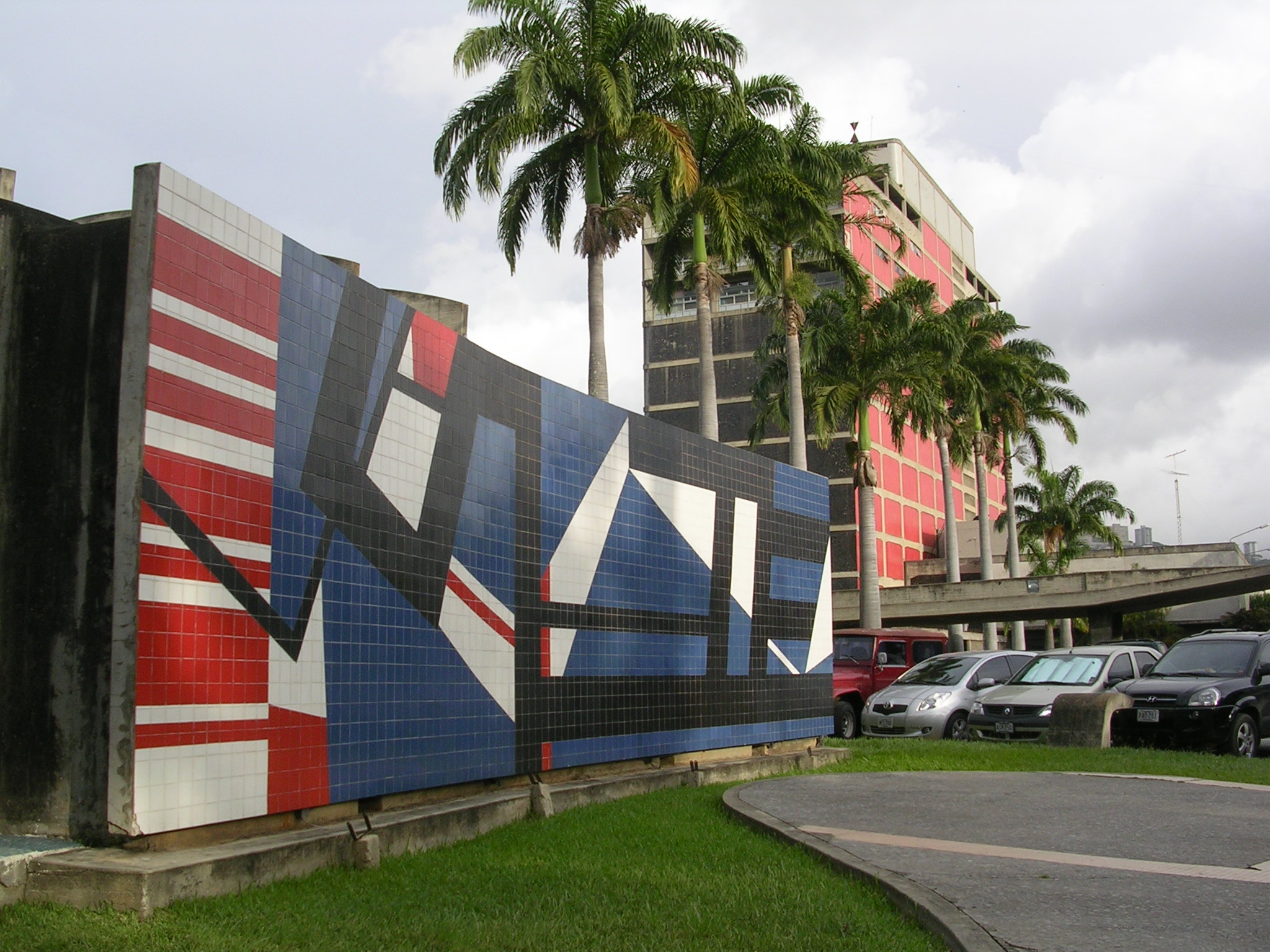
av Mateo Manaure
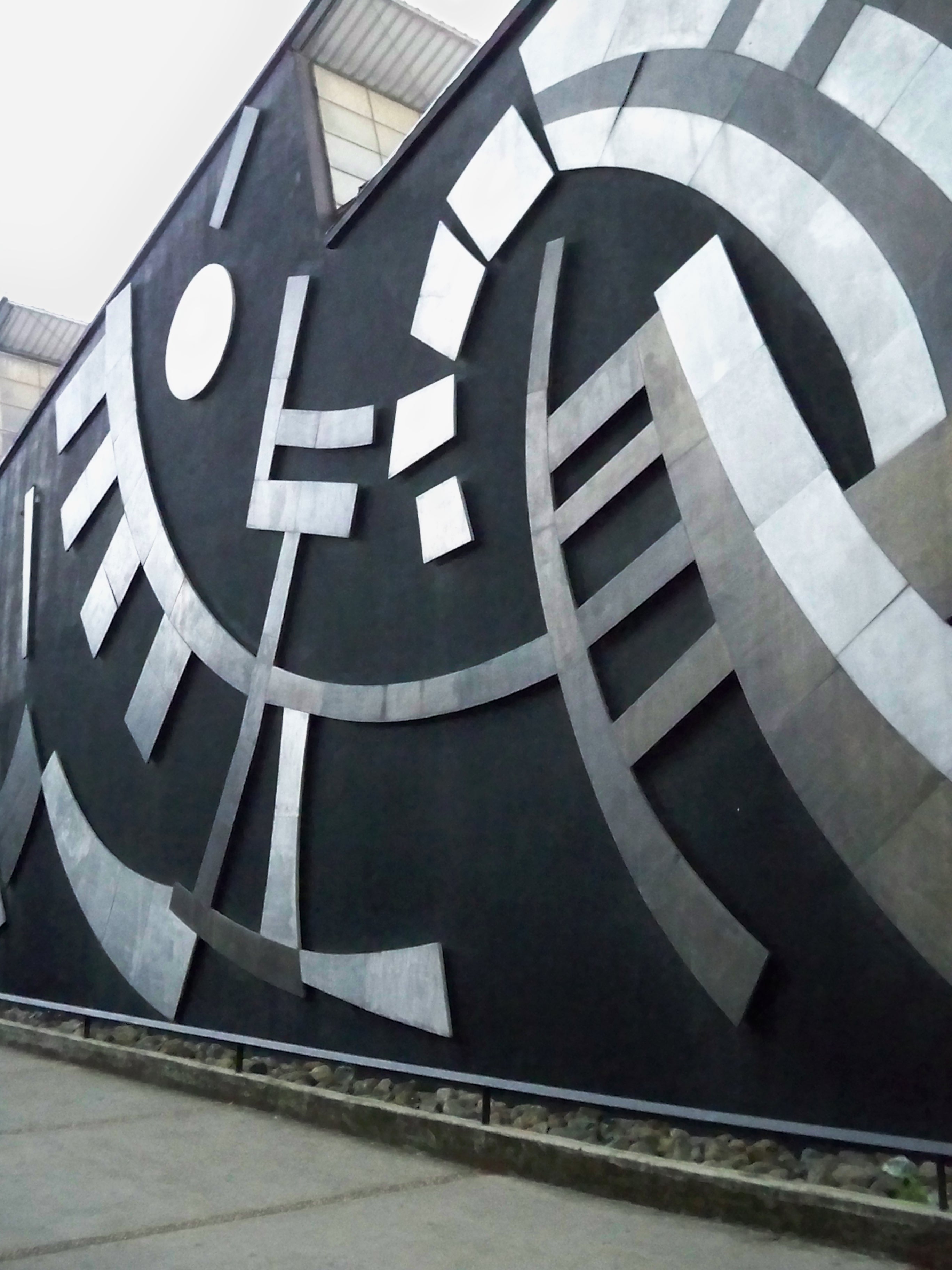
av Mateo Manaure
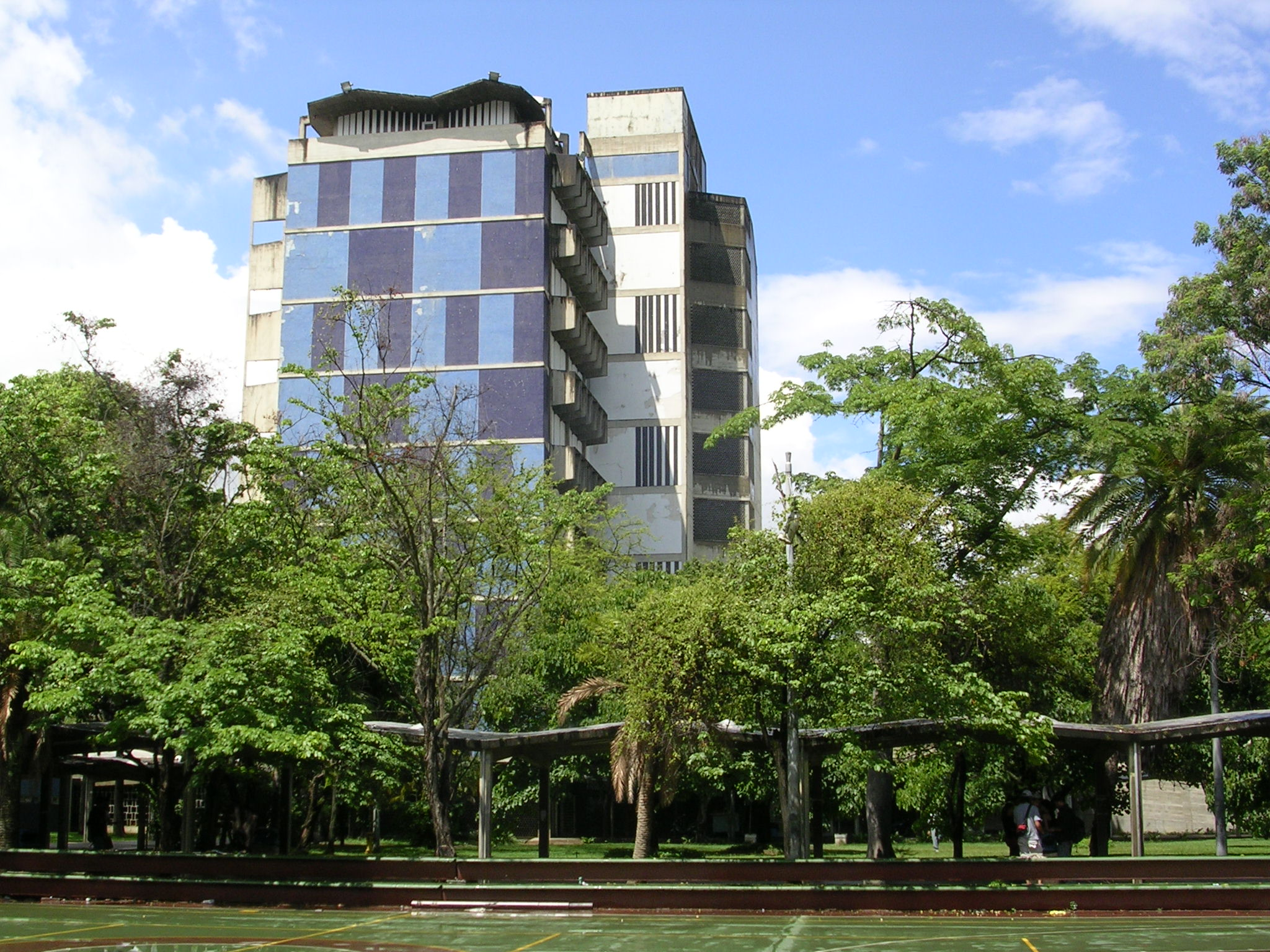
av Alejandro Otero
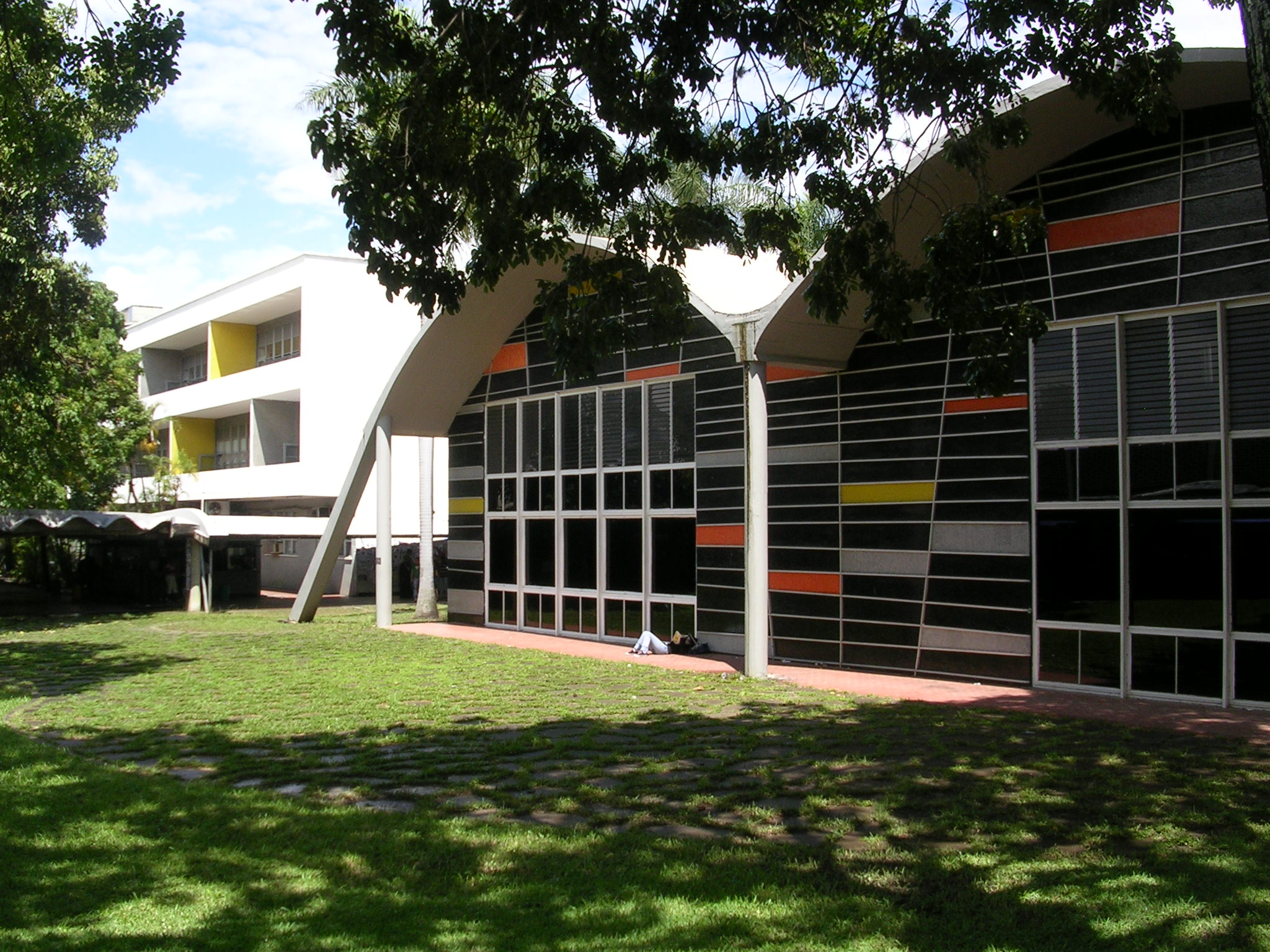
av Alejandro Otero
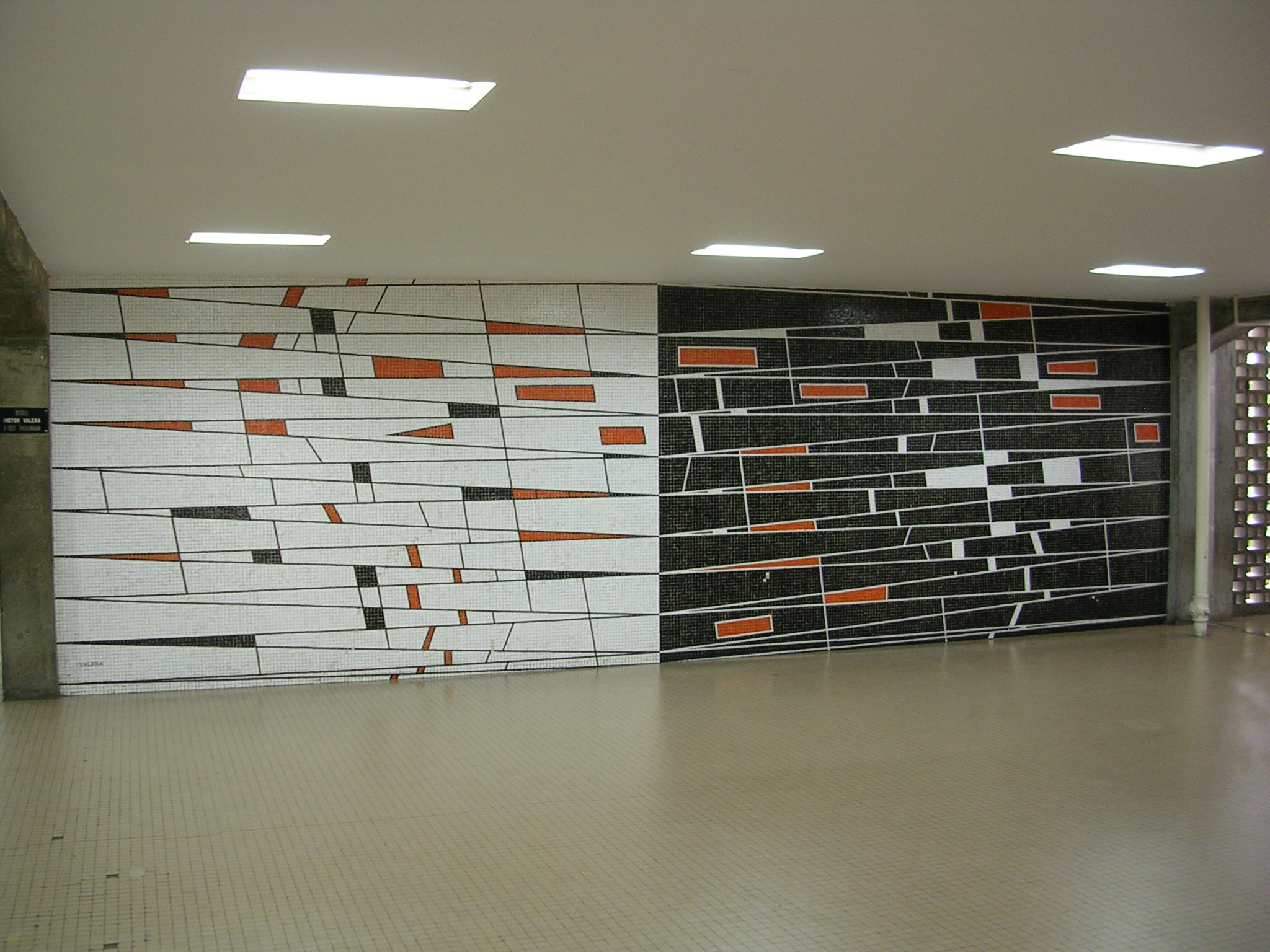
av Víctor Valera